# 舊古塔 (馬林區)
50°53′6″N 29°29′17″E / 50.88500°N 29.48806°E
舊古塔（烏克蘭語：Стара Гута），是烏克蘭北部的村莊，隸屬日托米爾州的科羅斯滕區。該村始建於1899年，面積0.46平方公里，海拔高度170米，2001年人口30，人口密度每平方公里64.94人。